# ويل ساندرز
ويل ساندرز (بالبولندية: Will Sanders؛ بالهولندية: Will Sanders) هو موسيقي هولندي وبولندي، ولد في 1965 في فينلو في هولندا.

## وصلات خارجية
- ويل ساندرز على موقع ميوزك برينز (الإنجليزية)